# По каубойски
„По каубойски“ (на английски: The Cowboy Way) е американска екшън комедия от 1994 г. на режисьора Грег Чемпиън с участието на Уди Харелсън и Кийфър Съдърланд.